# Sportella
La sportella è un tipico pane dolce originario di Rio nell'Elba, nell'Isola d'Elba. Il pane veniva tipicamente preparato e donato durante il periodo pasquale insieme al ceremito.

## Tradizione
Secondo la tradizione, la mattina della Domenica delle Palme il ragazzo innamorato faceva recapitare alla sua amata il ceremito dentro un paniere pieno di fiori. Se la ragazza ricambiava i suoi sentimenti accettava il dono e cottraccambiava il suo gesto il giorno di Pasqua recapitando al suo amato una sportella infiocchettata e con al suo interno un uovo benedetto.
Il giorno successivo, in occasione dell'annuale scampagnata all'Eremo di Santa Caterina, i due potevano passare la giornata in compagnia ed assaporare i rispettivi pegni d'amore.

## Uso contemporaneo
L'usanza di scambiarsi questi pani dolci come segno d'amore è andata perduta ma è rimasta viva nella memoria e nella cultura degli abitanti del posto.
Inoltre, per salvaguardare la ricetta e la tradizione elbana, davanti all'Eremo di Santa Caterina ogni anno in occasione del Lunedì dell'Angelo si tiene la sagra della sportella.

## Caratteristiche
La sportella è un pane dolce che si caratterizza per la sua forma allusiva, che richiama quella dei genitali femminili: presenta quindi una forma arrotondata, simile a quella di una ciambella, le cue estremità sono incrociate. In origine non conteneva zucchero me nell'uso contemporaneo viene decorata con granella di zucchero colorata. 
Si ottiene da un impasto a base di farina e uova, arricchito con altri ingredienti.

## Preparazione
Per preparare la sportella bisogna innanzitutto sbattere le uova con l'aiuto di una frusta, aggiungendo al composto anche lo zucchero e la scorza di limone grattugiata.
Successivamente occorre aggiungere poco a poco la farina ed il burro precedentemente fuso e incorporarlo unendo anche le bustine di lievito.
Con l'impasto ottenuto deve essere formata una palla, da infarinare leggermente. La palla deve poi essere lavorata velocemente e lasciata riposare per almeno un'ora dividendo in parti uguali.
Con l'impasto devono essere formati due cilindri allungati cui va data la forma di una ciambella con le estremità incrociate, da appiattire leggermente.
La superficie va spalmata con il rosso d'uovo sbattuto con un po' di acqua e decorata con la granella di zucchero colorata.
Il prodotto finito deve essere cotto a 180 gradi fino a cottura ultimata.